# Routing Information Protocol
RIP of Routing Information Protocol is een open netwerkprotocol waarmee routers aan elkaar doorgeven welke routes voorhanden zijn om IP-informatie naar zijn bestemming te sluizen. Het is een distance-vector routing protocol en gebruikt UDP voor transport van gegevens en het aantal tussenliggende routers (hops) als metriek.
RIP is gebaseerd op een aantal RFC's: RFC 1058 voor RIPv1 en RFC 2453 voor RIPv2. Deze laatste vervangt de oude RFC 1388 en RFC 1723. RIP 2 biedt onder andere de mogelijkheid om gebruik te maken van subnetmasks.
RIP is een van de eerste routerprotocollen. Omdat het in grote netwerken steeds meer bandbreedte gebruikt, een hoplimiet van 15 heeft en de routingtable-updates langzaam convergeren wordt het meer en meer door protocollen als OSPF, IS-IS, Shortest Path Bridging en Border Gateway Protocol vervangen.
RIP is een interior gateway protocol.